# Бірків
Біркі́в —  село в Україні, у Літинській селищній громаді Вінницького району Вінницької області. Населення становить 579 осіб.

## Історія
12 червня 2020 року, відповідно до Розпорядження Кабінету Міністрів України № 707-р «Про визначення адміністративних центрів та затвердження територій територіальних громад Вінницької області», увійшло до складу Літинської селищної громади.
19 липня 2020 року, в результаті адміністративно-територіальної реформи та ліквідації Літинського району, село увійшло до складу Вінницького району.
На південь від села розташований Згарський заказник.

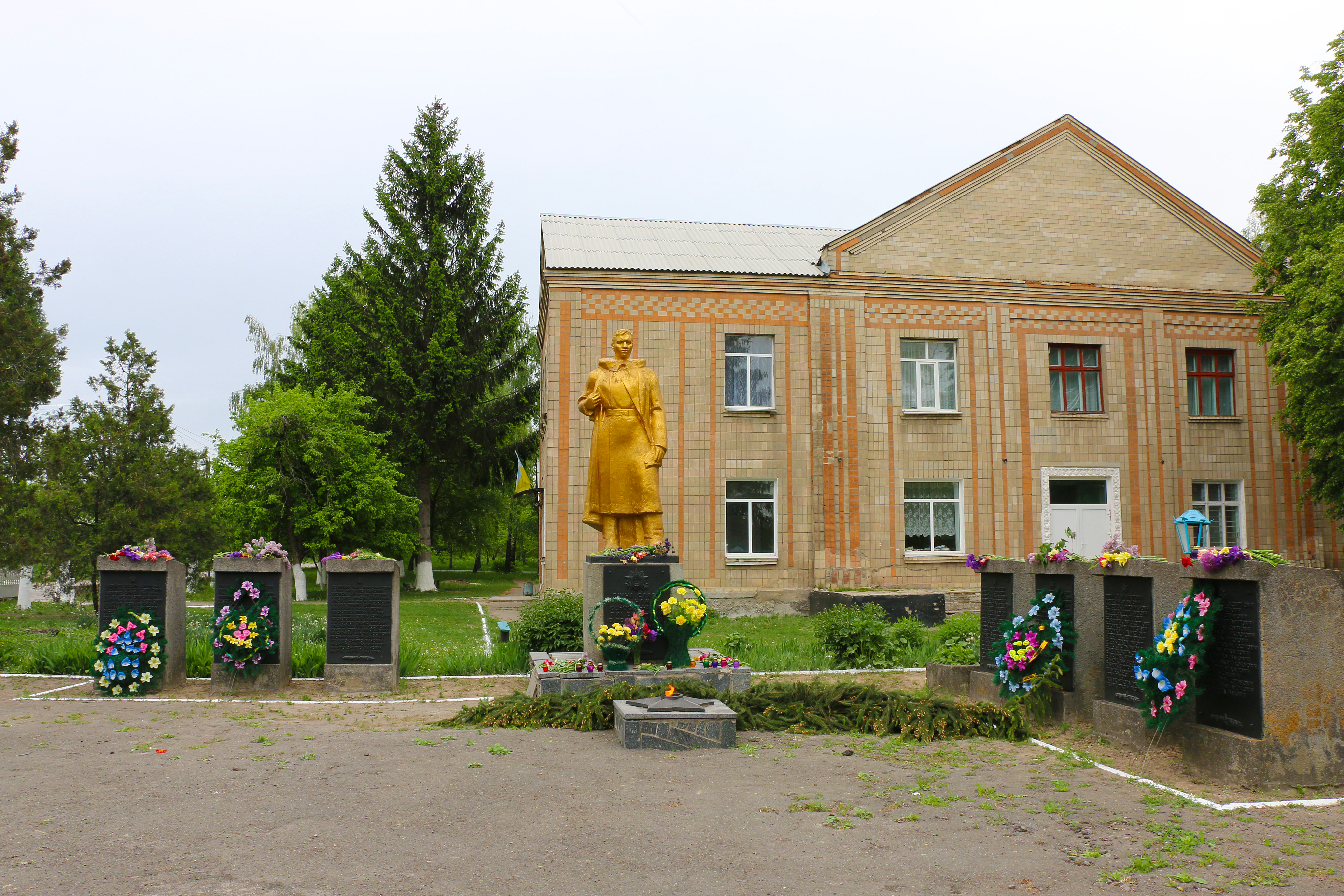
Пам’ятник 183 воїнам – односельчанам загиблим на фронтах ВВВ

## Відомі люди
- Зайцева Ольга Віталіївна — українська поетеса.
- У 2021 році у селі з'явилась нова зірка соціальних мереж. Мешканка села Ніна Мефодіївна Колодніцька разом з онукою Оленою ведуть сторінку у ТікТоці, де розповідають цікаві історії із життя бабусі, показують буденні справи та діляться рецептами смачних пиріжків.[3]